# 아마시아주

아마시아주의 위치

아마시아주(튀르키예어: Amasya ili)는 튀르키예 중북부에 위치한 주로, 흑해 지역에 속한다. 주도는 아마시아이며 면적은 5,520km2, 인구는 352,452명(2006년 기준), 자동차 번호는 05번, 시외전화 지역번호는 0358번이다. 7개 군을 관할한다.
알렉산더 대왕 시대에 쓰여진 문헌에서 "아마세이아"(Amaseia)라는 이름으로 처음 등장했으며 고대 그리스의 지리학자 겸 역사가인 스트라본의 고향이기도 하다. 주로 사과가 재배된다.